# Възкачване
Възкачването е зъл кеч отбор подписал с WWE, състоящ се от Конър и Виктор. Възкачването бяха първоначално формация от 2011 да 2012. Възкачването отначало започна в Florida Championship Wrestling като формация, състояща се от Конър (преди Конър О'Брайън), Кенет Камерън, Рикардо Родригес, Тито Колон и Ракел Диаз. След няколко промени в състава, Конър и Виктор продължиха като отбор в NXT. Техния 364-дневен период като Отборни шампиони на NXT, е най-дългия в историята на титлите. През септември 2015, Възкачване се присъединиха към Звезден прах и сформираха формацията, позната като „Космическата пустош/Астралния съюз.“

## В кеча
- Отборни финални ходове
  - О'Байън и Камерън
    - Downcast (Spinning sitout jawbreaker от Камерън, последван от flapjack от О'Брайън)[1]
    - Fall of Man (Legsweep (О'Брайън)/Spinning heel kick (Камерън) комбинация)[2]

  - Конър и Виктор
    - Fall of Man (Legsweep (Конър)/jumping European uppercut (Виктор) комбиация)
- Отборни ключови ходове
  - Конър и Виктор
    - Body avalanche (Конър), последван от high knee (Виктор)
    - Nuclear Fallout (Sky lift slam)
    - Triple impact (Electric chair (Конър)/diving clothesline (Виктор) комбинация) усвоен от Пътните войни
- Финални ходове на Конър
  - Fall of Man (Flapjack, последван от running leg drop отзад на главата на опонента)[3][4]
  - Rough Shot (Full nelson slam)[5]
  - Stockade (Grounded octopus stretch)[6]
- Финалните ходове на Виктор
  - Fade to Black (Crucifix powerbomb lift към piledriver)[7]
- Мениджъри
  - Рикардо Родригес
  - Звезден прах
- Входни песни
  - „Let Battle Commence“ на Daniel Nielsen (2011 – 2014)
  - „Rebellion“ на CFO$ (от 2014 г.)
  - „Written in the Stars“ на Джим Джонстън (от 2015 г.) (използвана докато са партньори с Звезден прах)

## Шампионски титли и отличия
- WWE NXT
  - Отборни шампиони на NXT (1 път) – Конър и Виктор